# 塚原直也
塚原 直也（つかはら なおや、1977年6月25日 - ）は、男子体操競技の元選手、指導者。

## 略歴
父親は月面宙返りを編み出したメキシコオリンピック、ミュンヘンオリンピックおよびモントリオールオリンピック金メダリストの塚原光男。母親の千恵子（旧姓：小田）もメキシコオリンピックの体操女子代表選手。このような環境にあったが、体操開始年齢は11歳と遅めである。
朝日生命体操クラブにて11歳から体操を始め、明星学園小学校、明大中野高校、明治大学卒業。朝日生命所属。インターハイ2連覇、NHK杯3連覇、全日本選手権5連覇（1996-2000年、当時の歴代最多タイ記録）と長きにわたって日本のトップに君臨。1999年（平成11年）には世界選手権個人総合2位に輝く。高校時代より父・光男の現役時代の好敵手だったニコライ・アンドリアノフの指導を受ける。
オリンピックは3大会連続出場し、日本体操の低迷期を支え続けた。ついに2004年（平成16年）、アテネオリンピック団体総合にて金メダルを獲得した。なお、日本のオリンピック史上初の親子金メダリストである。
2008年5月のNHK杯では8位に入賞するが、北京オリンピックの代表には選出されなかった。その後も現役を続行する一方、父・光男が校長を務める「塚原体操センター」で技術アドバイザーを務め、後進の指導にも当たる。2009年よりオーストラリアに体操留学をし、オーストラリア国籍取得を前提に、ロンドンオリンピックへの出場を目指していたが、国籍取得手続きが間に合わず2012年1月開催の五輪最終予選の代表を外れた。2012年6月の国籍変更の手続き完了予定の間も、オーストラリアの代表選手として国際大会出場を目指し、翌年2013年4月にオーストラリア国籍取得した。
リオデジャネイロオリンピック出場を目指していたが、2016年2月のオーストラリア代表選考会で3位に終わり五輪出場はならなかった。2016年3月をもって現役を引退した。
引退後に日本国籍を再取得した。

## 年譜
- 1988年 朝日生命体操クラブで体操を始める。
- 1993年4月 明治大学付属中野高校に入学。
- 1994年 インターハイで優勝。
- 1995年 インターハイを2連覇。
- 1996年
  - 4月 明治大学に入学。
  - 全日本選手権個人総合で優勝。
  - アトランタオリンピックに出場。
- 1997年
  - 全日本選手権個人総合2連覇。
  - 世界選手権個人総合で3位。
- 1998年 全日本選手権個人総合3連覇。
- 1999年
  - 全日本選手権個人総合4連覇。
  - 世界選手権個人総合で2位。
  - 中日杯 個人総合優勝。
- 2000年
  - 4月 朝日生命に入る。
  - 全日本選手権個人総合5連覇。シドニーオリンピックに出場。
- 2004年
  - 8月16日 アテネオリンピックの男子体操団体で優勝。
  - 11月3日 紫綬褒章を受章。
- 2013年4月 オーストラリア国籍取得。
- 2014年7月 英連邦大会出場。団体総合・つり輪4位。個人総合・平行棒・鉄棒で5位に終わる。
- 2016年
  - 2月 豪州代表選考会で3位。
  - 3月 現役引退。
- 2022年3月 朝日生命退社とともに同体操クラブ総監督辞任→立飛ホールディングスに転職し、体操部ディレクター[9]

日本のテレビ番組出演（個人）
- 2016年9月7日放送、日本テレビ系『ナカイの窓』「アスリートSP」に瀬古利彦、田中雅美、小椋久美子、清水聡、ゲストMC武井壮らと出演する。思い出深い試合で「2004年アテネオリンピック男子団体金メダル」を挙げた。また。オーストラリアに国籍変更した経緯を語る。